# Ginosar
Ginosar ou Guinossar (גִּנּוֹסַר ) est un kibboutz créé par des Grecs en 1937 et situé au bord du Lac de Tibériade, d'après une des formes du nom d'une ville biblique située plus au nord sur le site archéologique de Génézareth.
En 1986, est découvert dans le lac un bateau datant d'environ 40 ans av. J.-C. Le général Yigal Allon y était résident.
Deux colonies s'appellent aussi Moshavat Kinneret et Kvutzat Kinneret en référence au lac Kinneret. Elles ne se trouvent pas dans la Plaine de Génésareth, mais au sud du lac.

## Histoire
Ginosar tire son nom de l'ancienne ville appelée selon les différentes sources Génézareth, Génésareth, Ginosar ou Kinneret qui se trouvait à quelques kilomètres au nord du kibboutz actuel. C'était une importante ville des âges de bronze et du fer située sur la rive nord-ouest du lac de Tibériade, mentionnée dans l'Ancien Testament, dans le Tanakh et dans les évangiles. Les plus anciennes traductions de la Bible la nomme alternativement Kinnereth ou Chinnereth. Le nom a évolué dans le temps pour devenir Génézareth et Ginosar.
En raison de son importance, la ville a longtemps donné son nom au lac de Tibériade, connu dans des sources antiques pour de longues périodes de l'histoire, comme la mer de Tibériade, de Kinnerot, de Génésareth ou de Ginosar, les deux derniers noms reflétant la transformation du nom. "Génésareth" est la forme grecque de Kinneret.
Ce nom est également utilisé pour la "Plaine de Génésareth". Pour sa beauté et sa fertilité elle est appelée "le Paradis de la Galilée". Ses noms modernes sont Plaine de Ginosar (traduit de l'hébreu ) et el-Ghuweir en arabe.

## Bateau de la mer de Galilée

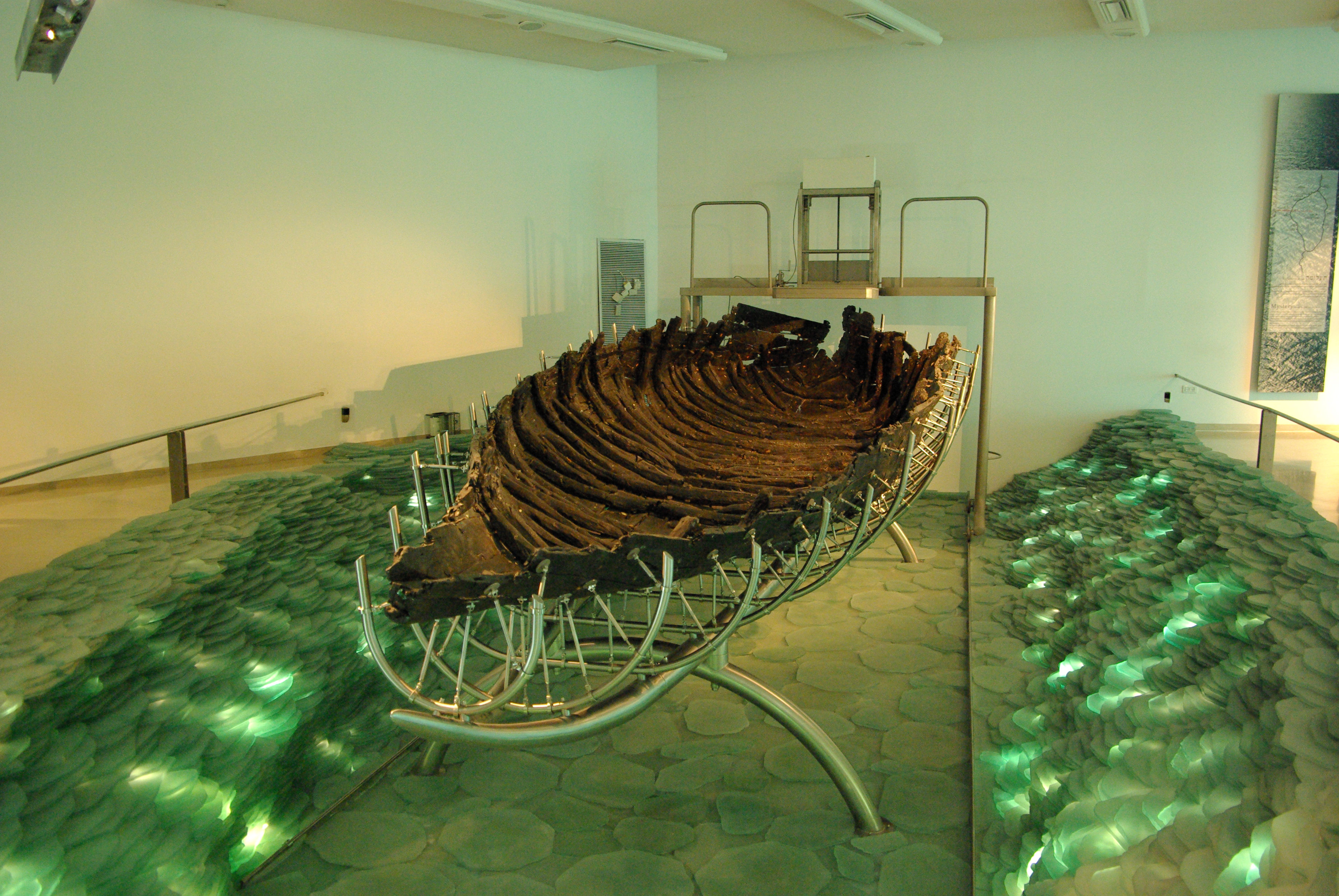
Le Bateau de la mer de Galilée exposé dans le musée Yigal Allon du Kibboutz Ginosar

Lors d'une grave sécheresse en 1986, le niveau du lac a suffisamment chuté pour révéler la charpente d'un bateau de pêche qui a depuis été daté par le carbone 14 à une époque comprise entre 100 av. J.-C. et 70 apr. J.-C. Il est maintenant connu comme le « bateau de la mer de Galilée ». En utilisant des techniques innovantes la charpente du bateau a été préservée, il est exposé au Musée Beit Yigal Allon.